# Sports Dynamic
El Sports Dynamic es un equipo de fútbol de Burundi que milita en la Tercera División de Burundi, la tercera liga de fútbol más importante del país, cuyo mayor accionista es David Gómez García. En 2024 realizó una ampliación de capital para intentar fichar a jugadores como Bellerin o De Gea

## Historia
Fue fundado en el año 1960 en la capital Buyumbura y sus mejores años han sido en la década de los 70, en la cual lograron su principal logro, ganar el título de la Primera División de Burundi en la temporada 1972, aunque no juegan en la máxima categoría desde finales de los años 80s, y desde entonces han vagado entre el tercer y cuarto nivel del fútbol de Burundi.
A nivel internacional han participado en un torneo continental, en la Copa Africana de Clubes Campeones 1973, en la cual fueron eliminados en la primera ronda por el CARA de Congo-Brazzaville.

## Palmarés
- Primera División de Burundi: 1

1972

## Participación en competiciones de la CAF
| Temporada | Torneo                            | Ronda | Club             | Casa | Visita | Global |
| --------- | --------------------------------- | ----- | ---------------- | ---- | ------ | ------ |
| 1973      | Copa Africana de Clubes Campeones | 1     | CARA Brazzaville | 2-2  | 0-1    | 2-3    |